# Эберрон

Логотип Эберрона

Эберрон — сеттинг, созданный Китом Бейкером для игры Dungeons & Dragons.
Эберрон Бейкера выиграл на конкурсе Wizards of the Coast Fantasy Setting Search в 2002, который проводился с целью найти сеттинг для D&D. Эберрон и ещё 2 сеттинга были выбраны из более чем 11.000 конкурсных работ.
Эберрон совмещает в себе фэнтэзи, нуар с нетрадиционными для фэнтэзи элементами мира — поезда, псионика, воздушные корабли и механические разумные создания.
Начало игровой кампании в мире Эберрона начинается после разрушительной войны на континенте Кхорвайр.
Книга «Eberron Campaign Setting» (рус. Игровой мир: Эберрон) (как и сам мир Эберрона) была опубликована в июне 2004. Книга была написана Кейтом Бейкером, Биллом Славишеком и Джеймсом Уаяттом.
В июне 2005 книга «Eberron Campaign Setting» победила в конкурсе Origins Award в номинации Best Roleplaying Game Supplement of 2004 (рус. Лучшая ролевая литература 2004 года). Модули Эбберона

## Отличия от стандартного сеттинга D&D
Одно из наиболее очевидных различий между Эберроном и стандартным сеттингом D&D — уровень магии. Высокоразвитая магия, такая как воскрешение мёртвых, является редкой. Тем не менее низкоуровневая магия более распространена, что было предусмотрено Домами, отмеченными драконом — большая часть городов имеет вечногорящие фонари, расставленные по всем улицам, значительная часть населения способна позволить себе прогулку на элементальной карете по воздушным улицам городов, а молниевые дороги, по которым ездят поезда, являются самым совершенным способом путешествий.
В отличие от стандартного сеттинга D&D, мир Эберрона не делится на «чёрное» и «белое», а окрашен в оттенки серого. Часть злых рас (такие, как медузы) в Эберроне представляются в другом свете, а добрые организации и сообщества могут быть отнюдь не абсолютным прибежищем добродетели.
Сеттинг также добавляет новый базовый героический класс — Изобретатель. Изобретатели — заклинатели, фокусирующие магию в предметах. Также они более искусны в создании разнообразных предметов. Вместо заклинаний изобретатели используют инфузии — способности временно наполнять предметы необычными силами и эффектами.
Эберрон также добавляет новый НИП-класс — маг-техник. Маги-техники являются тайными заклинателями, которые специализируются на низкоуровневых заклинаниях.

## Правила
Чтобы разграничить обычных людей и героев, в мире Эберрона появились очки действий. Их можно тратить, чтобы создавать нечто сверхъестественное; например, добавить 1d6-бросок к 1d20-броску и т. д. Персонажи получают новые очки действий, когда они получают новый уровень. В «Eberron Campaign Setting» также добавляет новые черты, которые расширяют возможности очков действий. Например, возможность использовать классовые умения, которые используются несколько раз в день. Например, ярость варвара или изгнание/подавление нежити жреца, за 2 очка действия ещё 1 раз, или в конечном итоге персонаж может потратить 1 очко действий, чтобы стабилизировать себя при смерти.

## Мир
В качестве «Оси мира» в Эберроне используется континент Кхорвайр, где в древнейшие времена, ещё до возвышения человеческой нации, правили гоблиноиды Дхакаанской Империи. Сейчас люди — самая многочисленная раса Кхорвайра, которая доминирует в ключевых государствах континента, именуемых «Пять Наций» (англ. Five Nations).
Южнее находится маленький континент Аеренал, в котором правят эльфы. Ещё южнее находится континент Ксен’Дрик — Древняя родина цивилизации великанов, которые были уничтожены нашествием даелькиров с Ксориата. Сейчас на Ксен’Дрике господствующей расой являются Дроу. На далеком севере находится неизведанный континент Фростфелл — таинственная земля холода и льда. Другие два континента — Сарлона (Континент, на котором большую власть представляют куори с плана Дал Куор) и Аргонэссэн (Родной дом драконов). Вокруг Эберрона вращаются 12 лун. Но некоторые верят, что существует 13 луна, которая невидима для посторонних глаз.
«Эберрон» — также название плоскости между Сиберисом и Кхайбером, которая была создана драконессой Эберрон, Драконессой Середины. Имя Сибериса, Дракона Небес было дано кольцу из Осколков Сибериса, которое вращается по орбите Эберрона. Имя Кхайбер, Дракона Глубин, было дано подземному миру Эберрона — Родственному Андердарку.
Это деление пошло из древней легенды о сотворении мира, согласно которой Эберрон был сформирован тремя драконами. Сиберис создал драконов, Эберрон создала гуманоидов «низших рас», а Кхайбер создала «демонов» иных миров (Термином «демон» в Эберроне называют пришельцев из других миров)

### Последняя Война
Более подробно событие, которое освещается в мире Эберрона — Последняя Война.
Последняя Война завершилась 11 числа месяца Арит (эквивалент 11 ноября, дня, когда закончилась Первая мировая война). Война длилась на Кхорвайре 102 года и началась из-за споров о том, кто из правителей Пяти Наций должен претендовать на трон империи Галифара после смерти последнего короля.
За два года до конца Последней Войны нация Кайра была уничтожена почти полностью во время Дня Скорби («Eberron Campaign Setting» не даёт точных определений, почему это случилось, но, возможно, здесь идёт отсылка на атомные бомбардировки, окончившие Вторую мировую. Также магическое «излучение», которое находится в Землях Скорби, видоизменяет флору и фауну, что похоже на радиацию. Это событие помогло в окончании Последней Войны, так как регион Кхорвайра, который ранее был известен как Кайр, был превращён в Земли Скорби — Дом для Оживших заклинаний и секты скованных, которая возглавляется Лордом Лезвий, который считает, что скованные находятся на более высоком уровне развития, чем расы из «плоти и крови». В Землях Скорби нельзя лечиться естественным путём, а лечащая магия не имеет эффекта, поэтому лишь немногие люди отваживались войти на эти земли.
Последняя Война официально окончилась два года до начала кампании подписанием Тронхолдского Договора, который создал Пять Наций и ещё много других государств не-людей, таких как Даргуун или Валенар.

### Дома, Отмеченные Драконом
Дома, Отмеченные Драконом — 13 фамильных родов, которые контролируют большую часть экономики и промышленности Кхорвайра. Внутри этих Домов лишь малая часть проявляет мощную силу, известную, как Метки Дракона. Метка выглядит как татуировка на теле, способная предоставлять своему владельцу способность проявлять заклинания, связанные с ней. Такие отмеченные драконом могут иметь ‘’Малую’’, ‘’Среднюю’’ или ‘’Великую’’ метки или брать уникальные черты и навыки при получении нового уровня, а также развиваться в престиж-классе Наследника, отмеченного драконом. Всего меток 12 (не считая Метки Смерти), когда Домов 13. Два Дома проявляют только одну Метку, и только одна или две расы способны проявлять все типы Меток. Все расы, представленные в Руководстве Игрока, способны проявлять Метки. Дом Фиерлан и Дом Туранни проявляют одну и ту же Метку Тени.
Метки Дракона делятся на пять форм:
- Искажённая
- Меньшая
- Средняя
- Великая
- Сибериса

Искажённые Метки Дракона — обычные Метки с некоторыми отклонениями, которые не признаются Домами. Люди, которые имеют такие Метки, считают, что они были заклеймены Кхайбер, Драконом Глубин.
Люди, которые имеют Средние, Меньшие или Великие Метки, могут брать уровни в престиж-классе Наследника, отмеченного драконом. Также существует один тип Метки, который не подчиняется общим законам. Метка Сибериса — Великая Метка, но если кто-то имеет такую Метку, он уже не сможет иметь Малую, Среднюю или Великую Метку. Тот, кто имеет Метку Сибериса, может получать уровни в престиж-классе Наследника Сибериса.
Другая династия, известная как Вол, проявляет Метку, известную как Метка Смерти, но эта династия прервалась во время нападения драконов на Аеренал. Последней выжившей носительницей Метки является Эрандис д’Вол, которая стала личом.
Сама же Эрандис д’Вол является полудраконом-полуэльфом. Она планировалась, как окончание войны между эльфами Аеренала и драконами Аргонэссэна.
Используя Орден Изумрудного Когтя, она пытается добыть информацию о Метках, чтобы восстановить свою Метку. Она же основала религию, которая известна как Кровь Вол
Самое худшее наказание для отмеченного драконом называется эксориация. Это похожее на отлучение. Наказание состоит в том, что другим входящим в Дом людям не позволяется под страхом наказания контактировать с отлучённым от Дома. Осуждаться может даже использование услуг Дома.
Эксориация — наказание для самых худших правонарушений за всю историю Дома. При эксориации у виновного удаляют Метку, чтобы виновный уже больше никогда не смог использовать её способности.

### Религиозные системы
Религия в Эберроне строится вокруг церкви или пантеона, а не специфического божества. Паладин может следовать и поклоняться Дол Арре, но он будет приверженцем той же самой веры (Верховные Владыки), что и волшебник, поклоняющийся Ауреону. Паладин Серебряного Пламени при этом принадлежит другой религии и может иметь совершенно другие взгляды на теологические вопросы. В Эберроне нет богов, которые покровительствуют одной расе, как эльфам или калаштарам.

### Планы
Как и многие другие сеттинги D&D, Эберрон имеет определённое количество планов. Кроме Первичного Материального Плана, Эфирного Плана, Плана Тени и Астрального Плана, в Эберроне существуют и 13 уникальных планов, которые доступны только с самого Эберрона. Порталы или другие способы перемещения на другие планы в Эберроне очень редки. Попасть на Планы Эберрона можно через зоны их проявления. Планы вращаются вокруг Эберрона, как спутники вращаются вокруг планет. Всего может быть три градации расстояния между планом и Эберроном.
- Удаляющийся/Приближающийся — План приближается/удаляется, при этом он не оказывает никакого влияния на Эберрон.
- Приближённый — План касается Эберрона и его эффекты распространяются на Эберрон. Это также облегчает путешествия между Планами, так как попасть на приближённый План можно просто через зону проявления. Например, когда Рисия, План Льда, приближена к Эберрону, то попасть туда можно, гуляя в метель. Поскольку друиды Хранителя Врат запечатали некоторые зоны проявления Ксориата, этот План не способен оказывать влияние на Эберрон.
- Удаленный — План удалён от Эберрона и его эффекты ослабляются на Эберроне. Также при этом становится сложнее попасть на этот План. Так как План Дал Куор погубил цивилизацию великанов на Ксен’Дрике, он постоянно удалён от Эберрона.

Также места на Эберроне имеют зоны проявления, которые усиливают действия Планов Эберрона. Когда План приближен к Эберрону, зона проявления предоставляет некоторые эффекты в этой зоне.
Самая известная зона проявления в Эберроне находится в мегаполисе Шарне, Городе Башен. Это зона проявления Сирании, которая усиляет воздушные заклинания, такие как левитация, благодаря чему башни Шарна могут висеть в воздухе.

### Число 13
Число 13 играет особенную роль в Эберроне и может называться «13 — 1». Во многих областях Эберрона изначально существовало 13 понятий, но одно из них потерялось/уничтожилось, и поэтому их осталось на данный момент 12.
- Существует 13 Планов, но только 12 могут приближаться/удаляться, план Ксориат же постоянно отдалён от Эберрона.
- Существует 13 Меток Драконов (не Домов), но одна была уничтожена (Метка Смерти). В Эберроне также 13 Домов.
- Существует 13 различных рас, но не все из них «официально зарегистрированы».
- Древние календари Галифара насчитывали 13 месяцев, но календари Эберрона сейчас насчитывают 12 месяцев.
- Во времена Эры Великанов легенды рассказывали о 13 лунах, но сейчас их 12.
- В Твердынях Мрор было 13 Кланов Гномов, но один был уничтожен, поэтому сейчас их 12.

### Осколки Драконов
Осколки Драконов — тяжелые кристальные фрагменты, которые согласно мифологии Эберрона являются фрагментами Трёх легендарных драконов Эберрона, создавших его. Три измерения Эберрона — Сиберис, Эберрон и Кхайбер производят Осколки Драконов своего типа с уникальными свойствами. Осколки Дракона являются наиболее ценным ресурсом Эберрона.
Все Осколки выглядят, как кристаллы с циркулирующими внутри них цветными венами. Форма этих вен частично напоминает форму изгибов Метки Дракона, но никто ещё не видел кристалл, повторяющий на себе Метку.
Осколки Драконов также тяжелообрабатываемый минерал, который полезен скорее отмеченному драконом, чем любому другому человеку.

#### Осколки Сибериса
Осколки Сибериса падают с Кольца Сибериса в небесах Эберрона. Они чаще всего обнаруживаются в экваториальных регионах, таких как Ксен’Дрик. В них находятся золотистые прожилки, а сами они жёлто-янтарного цвета. Они очень ценятся, так как с их помощью можно изготовить предметы, которые усиливают способности Меток Драконов. Поэтому любое найденное скопище Осколков Сибериса притягивает к себе внимание всех шахтёров. Осколки Сибериса известны как ‘’Солнечные осколки’’ или ‘’Пятнистые звёзды’’. Также Осколки Сибериса позволяют владельцу-псионику фокусировать свою псионическую силу. Изобретатели изучают и создают новые способы добычи таких минералов.
Калаштарские псионики и Вдохновленные Лорды Риедры также используют Осколки Сибериса — Они вживляют их в тела своих людей, чтобы осколки фокусировали их Пси-силу. Такие осколки называются Внедряемыми Осколками Куори.

#### Осколки Кхайбера
Тёмно-синие Осколки Кхайбера могут быть найдены в подземельях, рядом с озёрами магмы, на стенах пещер в Кхайбера, а также в Демонических Пустошах. Они — дымные кристаллы тёмно-синего цвета с цветными венами полуночного синего или нефтяного цвета. Они также известны, как ‘’Осколки ночи’’ и ‘’Демонические камни’’. Такие камни используются для приковывания существ. Поэтому, для приковывания существа и заклинаний типа ‘’ловушка для души’’ требуется Осколок Кхайбера.

#### Осколки Эберрона
Шахтёры иногда находят Осколки Эберрон в залежах под землёй. Они иногда находятся в кластерах, заключенных в жеоды. Они встречаются только на Кхорвайре и Аеренале, и могут быть связаны с развитием Меток Дракона у младших рас Эберрона. Внутри каждого осколка извиваются тёмно-красные водовороты вен, из-за которых они получили название ‘’Кровавые камни’’. Осколки Эберрона способны фокусировать Пси-энергию, поэтому их используют для создания Камней Знаний. В разумных магических вещах также часто могут быть вкраплены Осколки Эберрона. Осколки Эберрона проявляют большую близость к волшебству. Заклинатель может настроить Осколок Эберрона к определенному заклинанию, расширив его длительность. Именно так создаются ‘’вечные фонари’’. Также заклинатели могут использовать вместо книги магии Осколки Эберрона, по одному на заклинание.

#### Изготовление предметов
Из Осколков Драконов можно создавать магические вещи, артефакты и конструкты, которые рассчитаны на способности отмеченных драконом. Предметы из Осколков Драконов раскрывают в себе полную силу, когда их использует отмеченный драконом. Больше всего маленьких Осколков вставляется в кольца, и является чем-то вроде бриллиантов. Из больших Осколков, размером с кулак, делаются мощнейшие предметы фокусировки, а из самых больших и необработанных создают Обсерватории Сибериса.